# Каталина Унгарска
Каталина Унгарска (на унгарски: Katalin), срещана също и като Каталина Арпад или Катерина Арпад, е унгарска принцеса, втора дъщеря на унгарския крал Ищван V (Стефан V) и Елизабет Куманката. Каталина е сестра на Елизабет Арпад и Мария Арпад. Нейни племенници са неаполитанския крал Робер Анжуйски и българската царица Анна Неда.
Каталина е омъжена е за сръбския крал Стефан Драгутин, от когото ражда поне четири деца:
- Стефан Владислав II
- Елисавета Неманич, омъжена за босненския бан Стефан I Котроманич
- Урсула Неманич, омъжена за Павел I Шубич
- Стефан Урошиц